# Abbas III
Pour les articles homonymes, voir Abbas.
Abbas III (en persan : شاه عباس سوم / Šâh ʿAbbâs-e Sevvom ), né en janvier 1732 et mort vers 1739-1740, est un chah d'Iran (Perse) qui succède à son père Tahmasp II. 
Il est fils de Tahmasp II et n'a que huit mois lorsque Qouli Khan (le futur Nader Chah) le fait proclamer souverain, envoie son père en exil à Sabzevar dans le Khorassan et s'empare du pouvoir. Souverain nominal, Nader Shah le dépose en mars 1736 et l'envoie rejoindre son père en prison.
Il est exécuté avec son père vers 1739-1740.